# Afterglow (Album)
Afterglow ist das dritte Studioalbum der Supergroup Black Country Communion. Es erschien im Oktober 2012.

## Entstehung
Nach dem Erfolg des 2011 veröffentlichten zweiten Studioalbums, das einfach 2 betitelt worden war und Platz sieben der deutschen Album-Charts erreicht hatte, hatte Black Country Communion im Februar 2012 ein Live-Album mit dem Titel Live over Europe herausgebracht, das bis auf Platz 28 der deutschen Album-Charts geklettert war. Noch im selben Jahr begab sich die Gruppe mit ihrem Produzenten Kevin Shirley ins Studio, um ihr drittes Studioalbum aufzunehmen. Die Terminfindung war schwierig, weil besonders Gitarrist Joe Bonamassa zahlreiche Verpflichtungen als Solokünstler hatte: Unter anderem nahm er das Album Driving Towards the Daylight sowie das Live-Album Beacon Theatre – Live from New York auf.
Die Mitglieder von Black Country Communion trafen daher am 10. Juni 2012 nur für einen Zeitraum von fünf Tagen zusammen. Jeden Tag mussten daher mindestens zwei Lieder aufgenommen werden, ohne dass die Band vorbereitet gewesen war. Für das Album wurden überwiegend Lieder aufgenommen, die Bassist und Sänger Glenn Hughes ursprünglich für ein Soloprojekt geschrieben hatte, weil Bonamassa wegen seines engen Zeitplans kaum Zeit fand, sich am Songwriting zu beteiligen. Die Arbeitsweise fiel daher ungewöhnlich aus: Hughes spielte den übrigen Mitgliedern im Regieraum des Studios das jeweilige Lied auf der Akustikgitarre vor, anschließend übte die Gruppe gemeinsam, und dann wurde aufgenommen.
Neben der CD-Version des Albums wurde auch eine „Ltd. Edition“ herausgebracht. Diese Ausgabe enthält zusätzlich zum eigentlichen Tonträger eine DVD, die neben einem Making-of-Video auch Studiovideos der Titel Afterglow, This Is Your Time, Confessor und Midnight Sun enthält. Außerdem ist eine Veröffentlichung als Schallplatte geplant.

## Titelliste
1. Big Train 4:17
2. This is Your Time 4:32 – Glenn Hughes, Jason Bonham
3. Midnight Sun 5:17
4. Confessor 5:08
5. Cry Freedom 5:09
6. Afterglow 6:06
7. Dandelion 4:02
8. The Circle 7:01
9. Common Man 5:26 – Hughes, Bonham
10. The Giver 5:23 – Hughes, Bonamassa, Shirley
11. Crawl 5:30

## Rezeption
Das Magazin Rocks schrieb unter der Überschrift So klingt das neue Album, der erste Eindruck sei „so positiv wie überraschend,“ die Band sei „inzwischen in der Phase der Verfeinerung angekommen, in der sie ihre aufgebaute Identität mit neuen Inhalten“ ausfülle. Die elf auf dem Album platzierten Stücke machten „deutlich, wie pudelwohl sich die Musiker zuletzt in ihrer Haut gefühlt haben“ müssten – „und wie genau sie bereits im Studio um die Stärke ihrer neuen Musik“ gewusst hätten. Die „Abgebrühtheit, die das Eröffnungsstück Big Train“ ausstrahle, sei „beschreibend für das ganze Album,“ das „einen hohen Anteil flüssiger Melodien, griffiger Hooklines und hübscher Wendungen“ besitze. Was „in Afterglow Ende Oktober“ (2012) auf den Hörer zukomme, stelle „längst nicht nur die zwei LPs der Band in den Schatten“. Es sei „schlicht und ergreifend phänomenal.“
Peter Ehmann von undergrounded.de meint in Anspielung auf die Solokarrieren einiger Bandmitglieder: „Wer braucht schon zig mittelmäßige Soloplatten, wenn man dafür bemerkenswerte Alben als Band zaubern kann?“ und vergibt für das Album 8,5 von 10 Punkten mit dem Zusatz: "Hier hört man Qualität pur und unverfälscht. Black Country Communion haben es mit „nur“ drei Studioalben geschafft, vollends zu überzeugen …"
Das Magazin Classic Rock schrieb, das Album sei „zum Niederknien.“ Die Magie, die zwischen den Musikern herrsche, kulminiere „ein weiteres Mal in einer wahren Pracht kraftstrotzender Songs.“ Die Gruppe wandele „erneut auf den Spuren von Lichtformationen“ wie Free, Led Zeppelin, Deep Purple oder The Who, aber sie kupfere niemals ab, sondern entwickle „den Classic Rock der frühen Siebziger eigenständig weiter.“ Vor allem Glenn Hughes säusele und schreie, gurgele und wüte wie „seit Purples Stormbringer nicht mehr.“